# Trem Urbano de Bauru
O Trem Urbano de Bauru foi um sistema ferroviário suburbano operado pela Rede Ferroviária Federal (RFFSA) e pela Ferrovia Paulista S/A (Fepasa) em períodos e trajetos distintos.

## História

### Trem da RFFSA (1973-1982)
Em 1973 a Estrada de Ferro Noroeste do Brasil (NOB) criou oficialmente um trem de passageiros entre as estações Bauru e Curuçá. Inicialmente restrito aos funcionários, o trem batizado popularmente de "Coreinha" passou a ser um trem de subúrbios aberto para a população em 1973 durante a gestão da Rede Ferroviária Federal (RFFSA). Composto por uma locomotiva diesel e um carro de passageiros de madeira, era operado em alguns horários. Em 1982 foi oficialmente desativado.

#### Passageiros transportados
Segundo dados da Rede Ferroviária Federal, o "Coreinha" transportou cerca de 182 mil passageiros entre 1973 e 1982:
| Ano   | Passageiros | Ano  | Passageiros   |
| ----- | ----------- | ---- | ------------- |
| 1973  | 25 000      | 1978 | 18 000        |
| 1974  | 43 000      | 1979 | 8 000         |
| 1975  | 20 000      | 1980 | 2 000         |
| 1976  | 22 000      | 1981 | 1 000         |
| 1977  | 43 000      | 1982 | Menos de 1000 |
| Total | estimado    | =    | 182 900       |

### Trem da Fepasa (1988-1990)
Por conta do lobby do deputado estadual Roberto Purini, a gestão Quércia instruiu a Fepasa a implantar um trem urbano em Bauru. A viagem inaugural do trem ocorreu em 10 de Novembro de 1988, e o comboio operava entre a Estação de Bauru-Noroeste e Aimorés (na região leste da cidade), utilizando um trecho eletrificado do ramal da antiga Cia. Paulista de Estradas de Ferro que liga a cidade à Itirapina. A composição era formada por uma locomotiva General Electric manobreira (adquirida pela Paulista na década de 1920 e apelidada de Baratinha) em cada extremidade do trem e dois carros de passageiros utilizados anteriormente para linhas de longo percurso; em algumas ocasiões, o trem era formado somente por um carro de passageiros e duas locomotivas Baratinha em cada extremidade. O trajeto tinha aproximadamente 10 km e o tempo de viagem era de 15 minutos.  
O Trem Urbano de Bauru foi desativado, por falta de passageiros, em 1990.